# Cyphopterum posterius
Cyphopterum posterius är en insektsart som beskrevs av Lindberg 1965. Cyphopterum posterius ingår i släktet Cyphopterum och familjen Flatidae. Inga underarter finns listade i Catalogue of Life.